# 白石幸栄
白石 幸栄（しらいし こうえい、1976年2月13日 - ）は、日本の実業家。Whitestone Gallery Co., Ltd.のCEO。熊本県出身。神奈川大学卒業。

## 職歴
- 1994年5月 ダイヤモンドシライシ（現NEW ART）を創業[1]
- 2000年3月 (株)シーマブライダル代表取締役社長就任。
- 2001年10月 社名を(株)シーマブライダルから(株)シーマに変更
- 2014年6月 同社代表取締役会長就任[1]
- 2014年7月 (株)ニューアート・ラ・パルレをグループ会社化
- 2015年4月
  - 同社代表取締役会長兼社長[1]
  - (株)ニューアート・クレイジー（旧社名：(株)シングルB）をグループ会社化
- 2015年9月 全国57店舗を展開・銀座ダイヤモンドシライシ:38店舗・エクセルコダイヤモンド:19店舗
- 2016年2月 (株)ニューアート・ウェディングを設立創業
- 2016年6月 同社取締役会長[1]
- 2016年7月
  - 同社取締役会長[1]
  - 社名を(株)シーマから(株)NEW ARTに変更
- 2017年6月 
  - 同社代表取締役会長兼社長[1]
  - ニューアート・シーマ取締役 就任
  - ニューアート・クレイジー取締役会長 就任
- 2017年11月 ニューアートテクノロジー代表取締役 就任
- 2018年6月 (株)NEW ART代表取締役会長 就任
- 2018年10月 社名を(株)NEW ARTから(株)ＮＥＷ ＡＲＴ ＨＯＬＤＩＮＧＳ（英訳名：NEW ART HOLDINGS Co., Ltd.）に商号変更。 [2]
- 2018年11月
  - Israel Shiraishi., Ltd.取締役 就任
  - 株式会社ニューアート・ラ・パルレ取締役 就任
  - 株式会社ニューアート・フィンテック取締役 就任
  - 台湾新美股份有限公司董事 就任
- 2019年６月 (株)ＮＥＷ ＡＲＴ ＨＯＬＤＩＮＧＳ代表取締役会長兼社長 就任[2]